# Emilio Solari
Emilio Solari (Buenos Aires; 4 de enero de 1900-Buenos Aires; noviembre de 1930) fue un jugador de fútbol argentino. Fue el primer capitán en consagrase campeón con la Selección Argentina.

## Trayectoria
«El Gran Capitán» inició su vida futbolística de pequeño en los potreros de la zona de los astilleros de Dock Sud. De allí llegó a River Plate donde debutó el 16 de junio de 1918 en la derrota 0-2 ante San Lorenzo de Almagro. Se alejó de la entidad luego de un incidente en un partido contra Independiente con el delegado y vocal suplente de River Plate, el señor Federico Selinke. Si bien Solari brindó explicaciones a la comisión directiva y le fueron aceptadas, para abril de 1919 presentaría su renuncia a jugar para River Plate aduciendo «por razones de diversa índole ajenas completamente a disidencias con el team o la institución, dejo de prestar mi concurso de jugador para hacerlo por otro club». En su paso por River Plate disputó 21 partidos, fue subcampeón en el Campeonato de 1918 y finalista de la Copa de Competencia Jockey Club 1918.

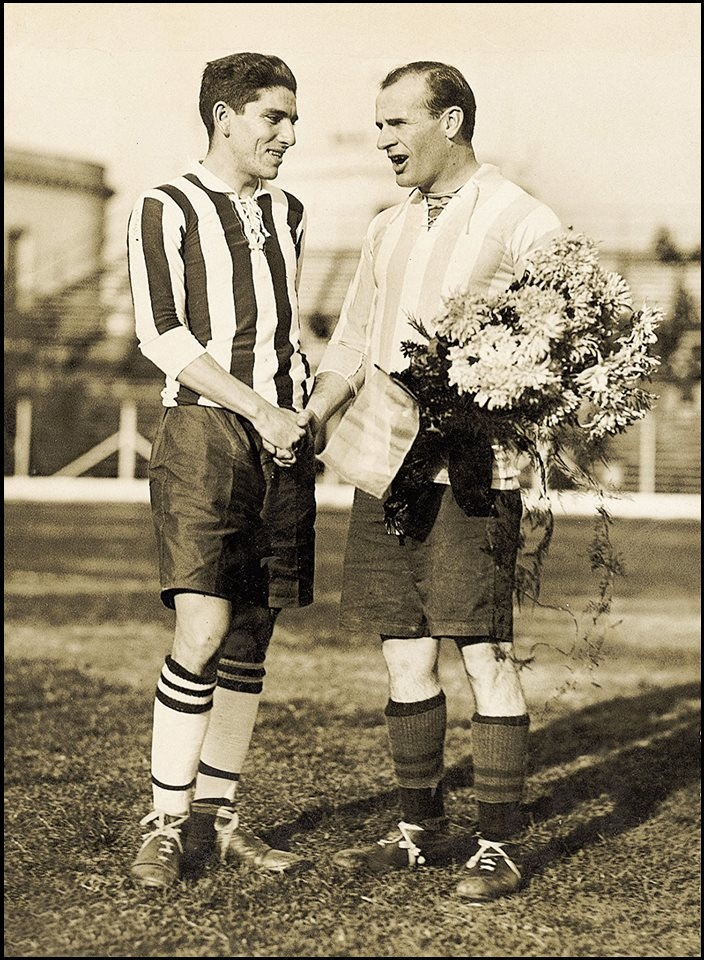
Emilio Solari intercambia presentes con el capitán de Paraguay.

Llegaría entonces a Nueva Chicago luego de un breve paso por Palermo y tendría su etapa de mayor esplendor en su carrera deportiva, coincidiendo con la etapa más larga de Nueva Chicago en Primera División (1920-1926). Fue el 25 de abril de 1920 donde se produjo el debut de Solari ante Boca Juniors en la cancha del Club Atlético Del Plata, victoria 2-0 del Xeneize con goles de Pedro Calomino y Garasini, ambos compañeros de Emilio en la Selección Nacional.
Emilio Solari se desempeñaba como centrocampista izquierdo, no era un jugador que se destacara por su juego vistoso, sino por el contrario era un hombre formidablemente aplicado y laborioso en función del éxito del equipo por sobre su propio logro personal. Sus notables actuaciones le valieron que para 1921 se lo convocara para ser parte de la Selección Argentina.
En 1921, mientras Nueva Chicago realizaba una respetable campaña, en el cuarto puesto de Primera División, la Selección Argentina, aún virgen de títulos continentales, se preparaba para organizar la Campeonato Sudamericano 1921, cuya sede en Buenos Aires sería el amplio estadio que poseía el Club Sportivo Barracas. Chile no participó por problemas internos dentro de su fútbol. De aquí que entonces quedaban cuatro selecciones sudamericanas afiliadas a la FIFA: Argentina, Brasil, Uruguay y Paraguay (recientemente afiliado) y por ende serían los participantes de la V edición de la Copa América, del 2 al 30 de octubre de 1921. Las grandes cualidades de Solari no solo le valieron para hacerse con un puesto en el 11 titular del equipo nacional, sino que además fue designado capitán argentino.

### Campeón de América

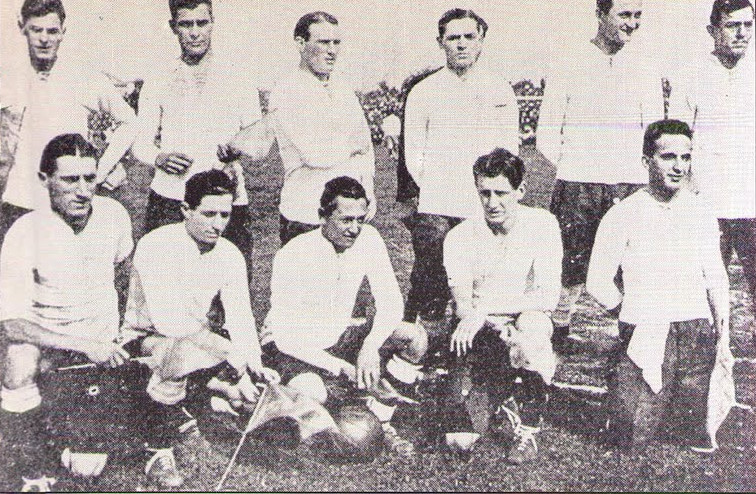
Emilio Solari, arriba en tercera ubicación, formando en el primer equipo argentino campeón sudamericano.

La primera estrella llegó tras cuatro ediciones, Argentina se quedó por primera vez con la Copa América. Como local, desplegó un gran fútbol, ganó todos sus encuentros y obtuvo su primer título a nivel continental. Con Américo Tesoriere, Pedro Calomino, Gabino Sosa y Julio Libonatti como principales figuras argentinas, el trofeo se quedó en casa.
El certamen comenzó el 2 de octubre en el campo de Sportivo Barracas, ante 20 mil espectadores. Argentina enfrentó a Brasil. En un encuentro parejo, donde el conjunto nacional dominó durante todo el partido pero le costó generar peligro en el arco rival, Libonatti convirtió a los 27 minutos del primer tiempo el único tanto del encuentro.
Luego, Paraguay superó 2-1 a Uruguay, uno de los máximos candidatos a quedarse con el título. Sin embargo, tres días después, el conjunto guaraní cayó 3-0 ante Brasil. El 16 de octubre, Argentina debió enfrentar a Paraguay. En una actuación brillante, se quedó con el triunfo por 3-0, con tantos de Libonatti (gran jugada individual), Saruppo y Echeverría. Días más tarde, Uruguay derrotó 2-1 a Brasil, y con este resultado quedaba jugar el último encuentro entre Argentina (cuatro puntos) y Uruguay (dos unidades), por lo que con una igualdad, la Selección se consagraría campeona.
Una multitud inédita hasta el momento, en el estadio de Sportivo Barracas, 35 mil personas presenciaron el histórico encuentro ante Uruguay. Con un tanto de Libonatti, a los doce del segundo tiempo, Argentina se puso en ventaja. Fue un partido cargado de emotividad y suspenso, ya que hasta último momento los uruguayos estuvieron a punto de igualar el encuentro. Finalmente, fue victoria por 1-0 para la Selección, quien se quedó con el título y celebró ante todo su público.
En los años siguientes, continuó Solari como baluarte de la selección en diversos torneos y giras que lo llevó a obtener la cifra de 29 encuentros como jugador nacional. El 2 de octubre de 1924 participó en la victoria de un Clásico del Río de la Plata muy recordado, ya que los uruguayos estrenaban su título de campeón en los Juegos Olímpicos de París 1924 y, por dicha razón, surgió el famoso gol olímpico concretado por Cesáreo Onzari.
Generalmente fue convocado desempeñándose localmente como jugador de Nueva Chicago. Con el club de Mataderos llegó a la cifra de 124 partidos y pese a que su fuerte no era su capacidad goleadora logró anotar cinco goles.

### Entre el legado y el olvido
Una publicación periodística de 15 de julio de 1938 hecha por El Gráfico cuenta lo siguiente sobre Solari:

«Solari era un jugador sobrio y modesto por donde se lo buscara; no jugaba para su lucimiento, sino para el rendimiento del equipo y por ello se concretaba a obedecer las instrucciones que se le daban, de marcar a un hombre o un ala, de apoyar al centro half o a determinado delantero o back. Siempre se ajustaba a ellas con sentido de la disciplina y durante los 90 minutos de juego no cedía en su entusiasta empeño de vigilar a los adversarios o apoyar a los compañeros determinados de antemano. Cuando se hacia el elogio de los jugadores que más se habían distinguido, difícilmente se lo mencionaba, pero cuando se debía de elegir el nuevo combinado, Solari era nuevamente designado sin oposición alguna. Es que se reconocía su utilidad para el equipo y se sabía que habría de responder ampliamente, aunque su juego no luciera y los críticos no repararan en sus grandes aptitudes. El mismo siempre decía que era el hombre menos valioso del equipo, pero que ponía en la brega todos sus entusiasmos y energía para contribuir al éxito final. Su acción fue así oscura, pero no por ello menos eficiente, y cuando todavía hoy se lo recuerda con cariño es para hacerle una justicia que en vida poco se prodigó para exaltar sus virtudes que antes no resonaron en el clarín de la fama.»

Américo Tesorieri (arquero de Boca Juniors y de la Selección) amigo de la infancia y compañero de pieza de Solari se refería a él como «un hombre que le gustaba vestir ropa de calidad y sombrero un poco ladeado sobre la derecha. Poseía una amplia caja torácica y fuertes brazos, un muchacho jovial y bondadoso, amante de las engañosas luces del centro. Retirado del fútbol, su existencia física quedó rápidamente truncada, en los primeros días de noviembre de 1930, a causa de una enfermedad incurable.»
Aunque haya sido reconocido en vida, El Gráfico recuerda que "Solari murió pobre, olvidado, reuniendo escasos amigos en su lecho de muerte y en su entierro. Jugadores de fútbol que convivieron con él, que compartieron sus alegrías, que festejaron aquel match memorable, lo olvidaron. Hinchas que lo aplaudieron frenéticamente en aquella tarde, no formaron en el raleado y triste cortejo que lo acompañó a Chacarita. Recuerdo haber visto a Cereseto, Power, Scursoni, al referee Destaillat y algunos otros de menor renombre. Pero aquellos, aquellos de días más venturosos, no estaban".

## Estadísticas
| Equipo                    | Año                       | Partidos | Goles |
| ------------------------- | ------------------------- | -------- | ----- |
| River Plate               | 1918-1919                 | 21       | 0     |
| Palermo                   | 1919                      | ?        | ?     |
| Nueva Chicago             | 1920-1924                 | 124      | 5     |
| Nueva Chicago             | 1925-1926                 | 124      | 5     |
| Nueva Chicago             | 1928                      | 124      | 5     |
| Sportivo Barracas         | 1924                      | ?        | ?     |
| Sportivo Dock Sud         | 1926-1927                 | 17       | 1     |
| Total clubes              | Total clubes              | 162      | 6     |
| Selección Argentina       | 1921-1926                 | 29       | 0     |
| Total Selección Argentina | Total Selección Argentina | 29       | 0     |
| Total carrera             | Total carrera             | 191      | 6     |

## Palmarés
| Título                       | Selección | Año  |
| ---------------------------- | --------- | ---- |
| Campeonato Sudamericano 1921 | Argentina | 1921 |

Otro logros
- Sub-campeón con la Selección Argentina: Campeonato Sudamericano 1923
- Sub-campeón con la Selección Argentina: Campeonato Sudamericano 1924
- Sub-campeón de Primera División: Primera División 1918
- Sub-campeón de Primera División: Primera División 1925
- Sub-campeón de Copa Nacional: Copa de Competencia Jockey Club 1918
- Sub-campeón de Copa Nacional: Copa de Competencia Jockey Club 1921